# Jenni Vartiainen
Jenni Mari Vartiainen, née le 20 mars 1983 à Kuopio, est une auteure-compositrice-interprète finlandaise.
Avant ses activités musicales professionnelles, elle était patineuse artistique dans son adolescence et a fréquenté le lycée de musique et de danse de Kuopio. 
Vartiainen s'est fait connaître en remportant Popstars Finlande en octobre 2002 avec Susanna Korvala, Ushma Karnani (actuellement Olava) et Jonna Pirinen. Les quatre ont formé le groupe Gimmel qui a sorti trois albums studio, et vendu plus de 160 000 disques et reçu trois Emma Awards, récompensé pour des réalisations musicales exceptionnelles, décernées par la fédération finlandaise de l'industrie musicale, Musiikkituottajat. 
Le groupe s'est séparé en octobre 2004.

## Biographie
Jenni Mari Vartiainen est née le 20 mars 1983 à Kuopio.  Elle a commencé à jouer du piano à l'âge de six ans et elle en a joué jusqu'à l'âge de 16 ans, renforçant ses compétences musicales plus tard en fréquentant le Kuopion yhteiskoulun musiikkilukio.  À l'adolescence, Vartiainen était également patineuse artistique, concourant au niveau senior finlandais aux côtés de futurs patineurs finlandais tels que Susanna Pöykiö. À l'été 1999, alors qu'elle avait 16 ans, elle est blessée lors d'une leçon de patinage et elle développe une hernie discale vertébrale à cause de laquelle elle a dû arrêter de patiner. Au printemps 2002, Vartiainen son diplôme du lycée et déménage à Helsinki. Elle était sur le point de voyager à l'étranger, mais ses plans ont changé en voyant une publicité de Popstars, la première saison finlandaise de l'émission Néo-Zélandaise.